# Alipura
Lo Stato di Alipura fu uno stato principesco del subcontinente indiano, avente per capitale la città di Alipura.

## Storia

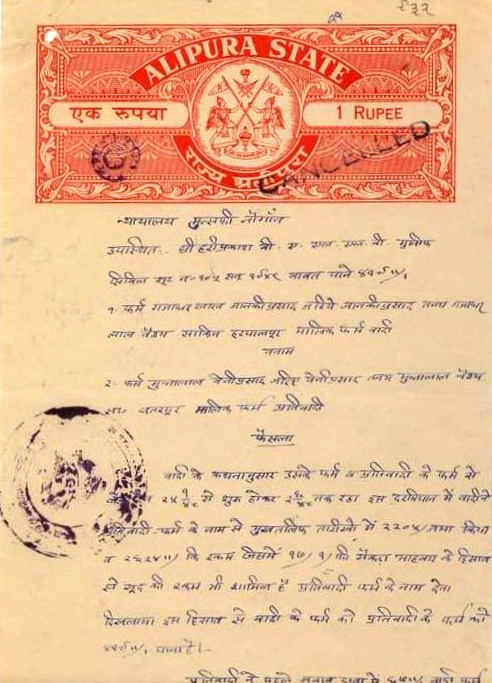
I simboli dello stato di Alipura su un documento a stampa.

Lo stato venne fondato nel 1757 da Aman Singh, raja dello Stato di Panna garantendo la terra attorno alla città di Alipura ad Achal Singh, figlio di Mukund Singh, il sardar di Panna a quel tempo. Il principato divenne un protettorato britannico nel 1808 e divenne parte dell'Agenzia del Bundelkhand dell'India Centrale.
L'ultimo governante di Alipura siglò l'ingresso nell'Unione Indiana il 1 gennaio 1950. Il palazzo dei sovrani locali rimase di proprietà della famiglia anche dopo l'ingresso nel nuovo stato indiano e, dopo essere stato rimodernato, è oggi divenuto un hotel di lusso.

## Governanti
La famiglia regnante di Alipura era composta da membri del clan Bundela della dinastia dei Ponwar dei Rajput. I governanti utilizzarono il titolo di rao.

### Rao
- 1757 - 1790                Achal Singh                       (m. 1790)
- 1790 - 1835                Pratap Singh
- 1835 - 1840                Pancham Singh
- 1840 - 1841                Daulat Singh
- 1841 - 1871                Hindupat Singh                    (m. 1871)
- 3 novembre 1871 - 1922         Chhatrapati Singh                 (n. 1853 - m. 1922)
- 26 marzo 1922 - novembre 1934     Harpal Singh                      (n. 1882 - m. 1934)   (reggente 1919 - 1922)
- novembre 1934 - 1934            Bhopal Singh Ju Deo
- 1934 - 15 agosto 1947         Raghuraj Singh Ju Deo             (n. 1901 - m. 1987)